# Ignácz Gyulay
 (juillet 2019).
Si vous disposez d'ouvrages ou d'articles de référence ou si vous connaissez des sites web de qualité traitant du thème abordé ici, merci de compléter l'article en donnant les références utiles à sa vérifiabilité et en les liant à la section « Notes et références ».
Ignácz Gyulay, comte de Maros-Németh et Nádaska (* 11 septembre 1763 à Hermannstadt; † 11 novembre 1831 à Vienne), feld-maréchal autrichien, est né d'une famille noble de Hongrie.

## Biographie
Ignácz Gyulay est le fils ainé du feld-maréchal Sámuel Gyulay. Il entra de bonne heure dans la carrière, devint officier général en 1790 et commandant du corps de Vukaslowich en Croatie. Il se distingua dans les guerres de la Révolution française contre les Français, surtout en 1796, à l'attaque du camp de Kempten.
Nommé feld-maréchal et quartier-maître général du prince Ferdinand, il déploya une grande valeur en 1805 et fut fait prisonnier à Ulm. En novembre de la même année, il fut chargé de se rendre auprès de Napoléon Ier, qui se trouvait à une courte distance de Vienne, pour lui proposer un armistice, il fut délégué avec le comte de Stadion et le Jean-Baptiste d'Autriche pour rédiger les articles du traité de paix qui fut conclu à Presbourg le 27 décembre 1805.
Ban de Croatie en 1806, commandant de l'armée d'observation du Frioul en 1809, démissionnaire cette même année; rentré en fonctions, se montra avec distinction et fut blessé à la bataille de la Piave; commandait en 1812 un des trois corps destinés à couvrir les provinces de la Galicie, de la Transylvanie et du Banat ; il se signala de nouveau dans la campagne de France, surtout à Bar-sur-Aube contre Mortier, à La Ferté-sous-Jouarre contre Macdonald, etc. Il participe également à la Bataille de Paris qui entraine la première abdication de Napoléon
En 1815, il passa le Rhin avec le 3e corps d'armée autrichien et entra en France par la Suisse. Il demeura longtemps dans la Côte-d'Or et y maintint assez la discipline.
Il était commandant des provinces-autrichiennes de l'Est en 1818.